# Čilli
Il Čilli (in russo  Чилли?) è un fiume della Russia siberiana orientale (Sacha-Jacuzia), maggiore affluente (destra) del Tjukjan nel bacino del Viljuj.
Nasce dalle propaggini orientali dell'Altopiano della Siberia Centrale e scorre con direzione mediamente sudorientale nel bassopiano della Jacuzia centrale; l'affluente principale è il fiume Ike (72 km)
Similmente a quasi tutti i fiumi della zona, il Čilli è gelato nel periodo ottobre-maggio.